# Csicsóka (növényfaj)

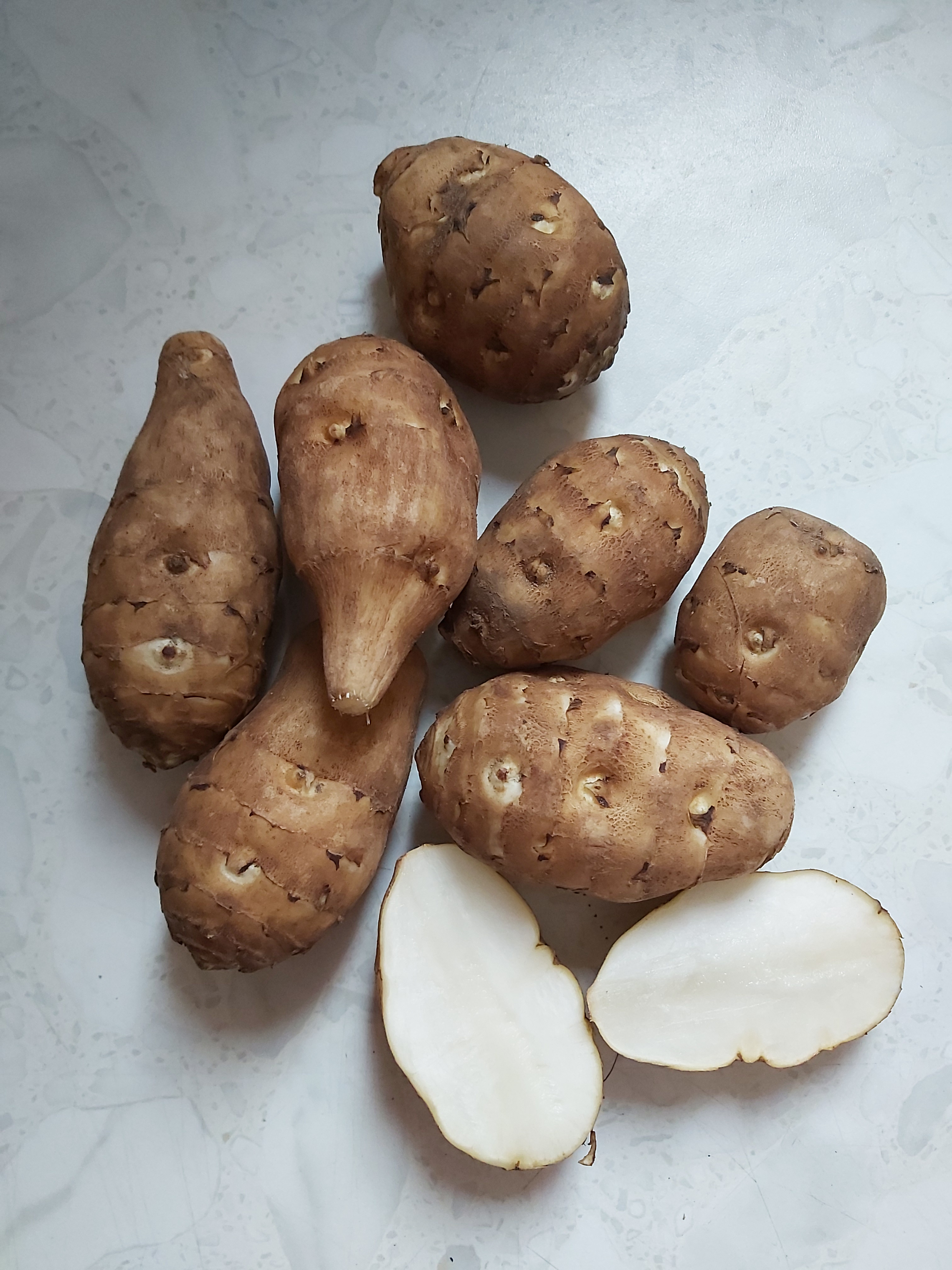
csicsóka gumói

A csicsóka (Helianthus tuberosus) a fészkesvirágzatúak családjába tartozó gumós évelő, gyógynövény. Észak-Amerikából a 17. század elején került Európába.
Közeli rokonságban áll a napraforgóval. Tavasszal akár össze is lehet őket téveszteni, de később már nem, mert a csicsóka sárga virágai a napraforgóéhoz képest kicsinyek, és jóval később, augusztus elején nyílnak. A növény szára (azonos talajviszonyok között) a napraforgóénál vékonyabb és magasabb, akár 3 méter magasra is megnő. Magyarországi éghajlatunkon a késői virágzás miatt a magok már nem tudnak kifejlődni, így magról nem tudunk csicsókát szaporítani.
Gumói, amelyek megvastagodott szárképletek, nem közvetlenül a tövön, hanem az 5–20 cm hosszú gyökérrészen találhatók, ezért nagyobb területen helyezkednek el. Héjuk színe lehet fehér vagy sárga, de a leggyakrabban olyan színű, mint a rózsaburgonyáé. A gumók húsa hófehér. Felszínük ripacsos, barázdált, összetett, nehezen tisztítható.

## Termesztése
A csicsóka a nyirkos, üde talajokat kedveli, ahol a talajvíz szintje fél méternél mélyebben van, de a leggyengébb talajokon is megél. Megterem a sekély termőrétegű, kötött, sőt a futóhomok talajú területeken is. Első ültetése úgy történik, mint a burgonyáé. Kataszteri holdanként 5-6 mázsa vetőgumó szükséges. Tavaszra megfogasolják vagy 1-2-szer megkapálják. Ha már több év óta van egy helyen, akkor célszerű megtrágyázni. Gumója a fagy iránt érzéketlen, ezért ősszel nem szedik ki, hanem egyszerre csak annyit, amennyi pár napi felhasználásra elégséges. A szárát ősszel levágják és juhokkal etetik fel. Gumótermése kataszteri holdanként 70-150 mázsa. Éghajlat és talaj iránt csekély igényű. Az egyszer elvetett csicsóka szinte kiirthatatlan, ezért vetésforgón kívül termesztik.
| Energia 31 kcal 130 kJ                                                                          |        |
| Szénhidrátok                                                                                    | 12.1 g |
| - Cukrok 4.5 g                                                                                  |        |
| - Étkezési rostok 7.6 g                                                                         |        |
| Zsír                                                                                            | 0.4 g  |
| Fehérje                                                                                         | 2.4 g  |
| Víz                                                                                             | 79.0 g |
| A-vitamin ekviv. 12 μg                                                                          | 2%     |
| Tiamin (B1-vitamin) 0.2 mg                                                                      | 17%    |
| Riboflavin (B2-vitamin) 0.06 mg                                                                 | 5%     |
| Niacin (B3-vitamin) 1.3 mg                                                                      | 9%     |
| C-vitamin 4.0 mg                                                                                | 5%     |
| E-vitamin 0.2 mg                                                                                | 1%     |
| Kalcium 10.0 mg                                                                                 | 1%     |
| Vas 0.6 mg                                                                                      | 5%     |
| Magnézium 20.0 mg                                                                               | 6%     |
| Foszfor 78.0 mg                                                                                 | 11%    |
| Kálium 478.0 mg                                                                                 | 10%    |
| Nátrium 3.0 mg                                                                                  | 0%     |
| Cink 0.1 mg                                                                                     | 1%     |
| A százalékos értékek az amerikai felnőttek számára javasolt napi mennyiségre (RDA) vonatkoznak. |        |

## Felhasználása
A csicsóka fontos diabetikus alapanyag lehet, íze is hasonlít a burgonyáéhoz, de annál jóval édesebb. A 20-28% szárazanyagot tartalmazó gumókban 14-16% inulin és polifruktozánok (levulóz, szinantrin) vannak. Az ezekből keletkező fruktóz (gyümölcscukor) lassabban növeli meg a vércukor szintet, mint a szőlőcukor.

### Beltartalmi értékei
A csicsókagumónak a burgonyánál 5-6-szor nagyobb rosttartalma gátolja az egyéb szénhidrátok és hízlaló tápanyagok felszívódását, fokozza laktató hatását, és meggátolja a székrekedés kialakulását. Kedvező biológiai adottságait pedig fokozza a kálium, kalcium, magnézium, foszfor és cink ásványianyag-tartalma, a béta-karotin-, B1-, B2-vitamin, niacin-, és C-vitamin-tartalma. Életfontosságú aminosavként: lizin, arginin, hisztidin, cisztin, triptofán, aszparagin található benne. Növényspecifikus anyagai: kolin, betain, szaponin, quercimeritrin. Gumói főleg inulint tartalmaznak, keményítőt csak csekély mennyiségben.

### Fogyasztása
Ezt a nálunk alig ismert gumós zöldséget a nagyvilág elegáns éttermeiben gyakran homár, libamáj, szarvasgomba, nemes tengeri halak, fésűkagyló és más drága ételek társaságában tálalják.
Csak fantázia kérdése, mert szinte minden alapanyagunkkal harmonizál. Fogyaszthatjuk nyersen, salátákban, párolhatjuk, főzhetünk belőle szószokat, kifacsart levéből kitűnő turmixital készíthető – naranccsal, citrommal, mézzel, almával, de köretként csicsókalepényt készítenek belőle, vagy krumplipürészerűen készítik el, és kelbimbóhoz, csirkéhez adják.

### Gyógyhatása
A csicsóka gazdag inulinforrás. Az inulin vízben nem oldódó nagyméretű rost, poliszacharid. Az inulint csak a vastagbél baktériumflórája képes valamelyest feldolgozni, étvágycsökkentő és hashajtó hatású, de felfúvódást is okozhat.
Különösen elhízásnál és cukorbetegségnél ajánlják, valamint a bélflóra regenerálásához, de ezen túlmenően is széles spektrumú gyógyhatást tulajdonítanak neki. A csicsókát kozmetikai készítményekben is alkalmazzák.

## Története
A csicsóka első irodalmi említése Champlain francia utazótól származik (1605), aki észak-amerikai indiánok kertjeiben megkóstolta, és ízét a mediterrán vidékek articsókájához hasonlította. Innen származhat a csicsóka angol neve (Jerusalem artichoke).
Az észak-amerikai eredetű csicsókát már a burgonya (Solanum tuberosum) előtt elkezdik hazánkban termeszteni, kezdetben patadának, majd földialmának is nevezik. Lippay János az 1753-ban kiadott Posoni kert című munkájában írja le kedvező tulajdonságait.
A csicsóka háttérbe szorulásához Mária Terézia 1767. október 21-én kelt rendelete is hozzá járult, amely minden lakost a krumpli termesztésére intett.
A csicsóka későbbi termesztése hazánkban különösen jellemző volt a szlovákok és ruszinok lakta vidékekre, innen is annak egyik ismert népi elnevzése: tótrépa.
A 19. századból fennmaradt kéziratos vőfélyversekben a csicsókát gyakran arti csukának is nevezik. A hazai lakodalmas szövegekbe termékenységvarázsló szerepe révén kaphatott helyet a csicsóka, ugyanis a növény közismerten igen sok gumót hoz, így a gyermekáldás, a termékenység jelképe lett például Apátfalván is, ahol a lakodalomban az ifjú párnak is azt kívánták régen, hogy szaporodjanak, mint a csicsóka.
Az ehető gumó egyéb népi elnevezéseken is ismert: taknyos pityóka, disznópityóka, fingós pityóka stb.